# Diospyros oxycarpa
Diospyros oxycarpa là một loài thực vật có hoa trong họ Thị. Loài này được (Urb.) Alain mô tả khoa học đầu tiên năm 1968.